# Костенко Діонісій Анатолійович
Діоні́сій Анато́лійович Косте́нко — лейтенант Збройних сил України.
Станом на квітень 2015-го — командир 1-го взводу танкової роти 1-го батальйону, 17-та танкова бригада.

## Нагороди
За особисту мужність, сумлінне та бездоганне служіння Українському народові, зразкове виконання військового обов'язку відзначений — нагороджений
- орденом «За мужність» III ступеня (3.11.2015).